# Joris Ortega
Joris Ortega, né le 5 décembre 1993 à Mulhouse en France, est un joueur professionnel français de basket-ball évoluant au poste d’arrière.
Il est le fils de l'ancien basketteur international Christian Ortega.

## Biographie
Il joue au Limoges CSP en 2013-2014 avec qui il est sacré champion de France Pro A à l’âge de 20 ans.
il s’engage l’année suivante au Basket Club d'Orchies en 2014-2015.
Il rejoint en 2015 Les Jsa Bordeaux de Boris Diaw alors en Nationale 1 pour plusieurs saisons dans la Gironde.
Pour la saison 2020-2021 il évolue en Pro B allemande (en) (troisième division) sous les couleurs d'Oberhaching (en).
Il s’engage en Première division Roumaine pour la saison 2021-2022 à Miercurea Ciuc.
Pour la saison 2022-2023 il prend la direction de l’Autriche et s’engage en deuxième division avec BK Mattersburg. Il termine parmi les meilleurs marqueurs du Championnat avec une moyenne de 21,7 points/match en 15 matchs joués.
Il signe en première division en Lituanie (LKL) pour la saison 2023-2024, du côté de Gargždų Gargždai. Il joue un match pour l'équipe dans lequel il marque 3 points. En novembre 2024 Ortega signe un contrat avec Slávia SPU Nitra en Slovaquie. Il inscrit 20 points en deux matchs. Ortega s’engage au Danemark au BC Copenhague en décembre 2024. Pour Copenhague il joue trois matchs en championnat danois (2,7 points par match).